# Droga wojewódzka 990
Die Droga wojewódzka 990 (DW 990) ist eine 13 Kilometer lange Droga wojewódzka (Woiwodschaftsstraße) in der polnischen Woiwodschaft Karpatenvorland, die Krosno mit Twierdza verbindet. Die Strecke liegt in der Kreisfreien Stadt Krosno, im Powiat Krośnieński und im Powiat Strzyżowski.

## Streckenverlauf
Woiwodschaft Karpatenvorland, Kreisfreie Stadt Krosno
-  Krosno (DK 28, DW 991)

Woiwodschaft Karpatenvorland, Powiat Krośnieński
- Ustrobna
- Wojaszówka
- Przybówka

Woiwodschaft Karpatenvorland, Powiat Strzyżowski
-  Twierdza (DW 988)